# Anemone Latzina
Anemone Latzina (Brassó, 1942. február 17. – Bukarest, 1993. november 18.) erdélyi szász költő, műfordító.

## Élete
A brassói Honterus-gimnáziumban érettségizett, utána két évig titkárnőként dolgozott egy helyi általános iskolában. 1962–1967 között a bukaresti egyetemen német-román szakot végzett. Férje Szász János költő volt. Kezdetben a Lumea (A világ) című lapnál dolgozott, majd 1969-től a Neue Literatur című bukaresti folyóirat szerkesztője volt. 52 éves korában egy villamos elé vetette magát.

## Verseskötetei
- Was man heute so dichten kann, Dacia, Kolozsvár, 1971
- Tagebuchtage, Galrev, Berlin, 1992, ISBN 3910161189

## Műfordításai
- Gellu Naum versei
- Francisc Păcurariu: A labirintus